# Thomas Chicheley
Thomas Chicheley (25 mars 1614 – 1er février 1699) de Wimpole Hall, Cambridgeshire est un homme politique anglais du XVIIe siècle qui tombe en disgrâce sous le règne de Jacques II. Son nom est parfois orthographié Chichele.

## Biographie

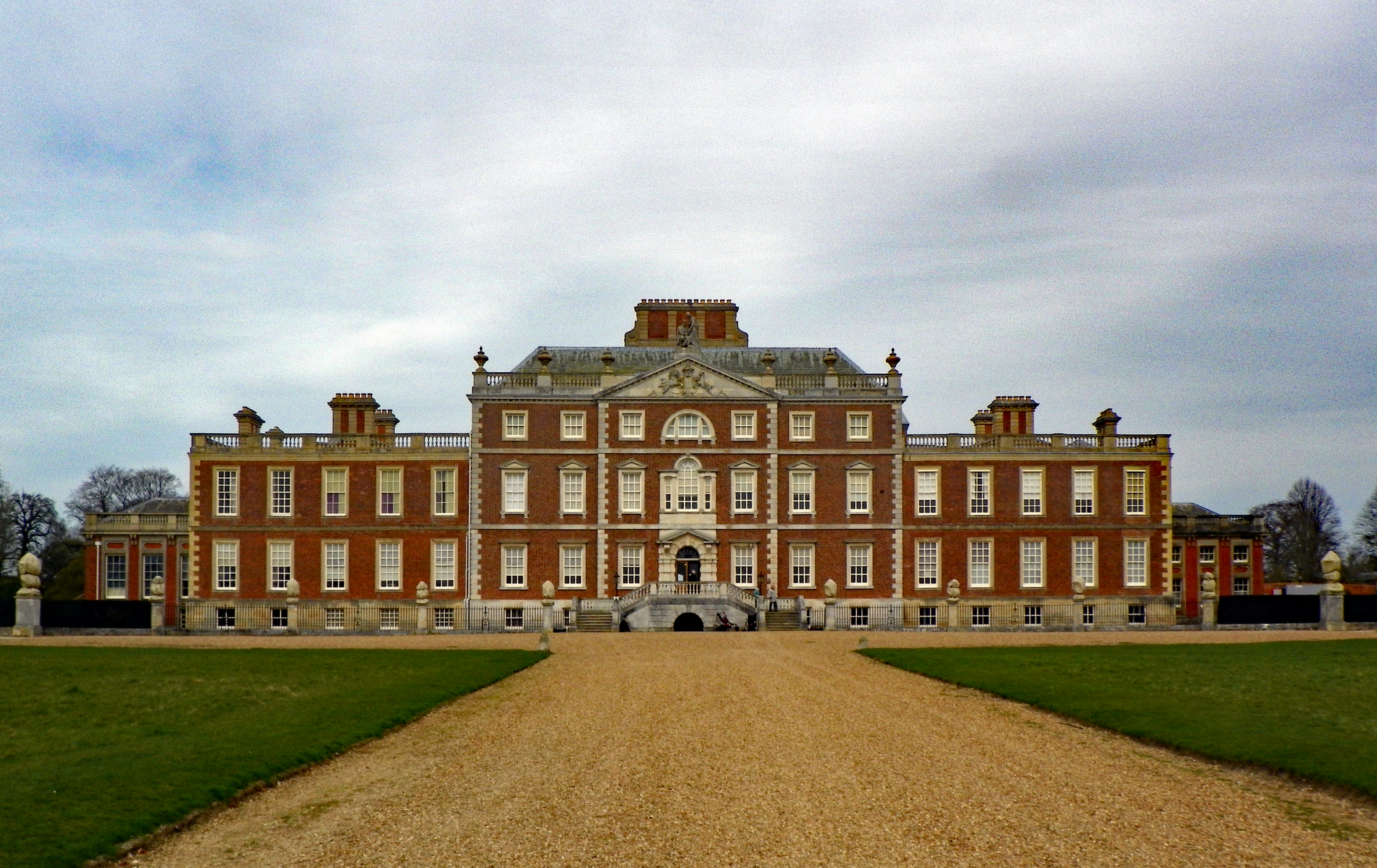
Wimpole Hall, Cambridgeshire

Il est le fils aîné survivant de Thomas Chicheley (1578-1616) de Wimpole et est apparenté à Henry Chichele, archevêque de Cantorbéry et fondateur du All Souls College d'Oxford. Il hérite de son père de Wimpole Hall, la plus grande maison du Cambridgeshire.
Il est haut shérif du Cambridgeshire de 1637 à 1638 et, en 1640, est élu au Long Parlement comme l'un des députés du Cambridgeshire. Cependant, étant un royaliste convaincu, il est « empêché de siéger » (en d'autres termes expulsé) peu après le déclenchement de la guerre civile. Après la Restauration, il est de nouveau élu pour le Cambridgeshire au Parlement de 1661 à 1679, puis siège pour la ville de Cambridge jusqu'à sa retraite après le Parlement de la Convention (1689).
Il est nommé lieutenant adjoint du comté de 1639 à 1642 et de 1660 à 1685. Il est également custos rotulorum pour le comté en 1642 et, après la restauration en 1660, pour le Cambridgeshire et Ely (jusqu'en 1687).
En 1670, il est fait chevalier, membre du Conseil privé et nommé maître général de l'artillerie. Il occupe ce poste jusqu'en 1679, date à laquelle lui succèdent trois commissaires de l'artillerie, dont son fils John. La même année, il devient chancelier du duché de Lancastre, mais est démis de ses fonctions et expulsé du Conseil privé le 2 mars 1687 par Jacques II. Il siège cependant de nouveau au Parlement de la ville de Cambridge en 1678, 1679, 1685 et 1689, et meurt en 1699, à l'âge de quatre-vingt-quatre ans.
Selon Pepys, Chicheley vivait de manière extravagante à Londres, et c'est probablement la raison pour laquelle il est contraint de vendre son domaine de Wimpole à John Cutler treize ans avant sa mort. Il épouse Sarah, la fille de William Russell, et a 3 fils (qui sont tous décédés avant lui) et 2 filles. Après la mort de Sarah en 1654, il se remarie vers 1655 avec Anne, la fille de Thomas Coventry, 1er baron Coventry d'Aylesborough et la veuve de William Savile, 3e baronnet, de Thornhill, Yorkshire et a 2 autres fils.